# Ворог (фільм)
«Ворог» — науково-фантастичний психологічний трилер 2023 року, знятий австралійським режисером Гартом Девісом на основі однойменного роману канадського письменника Ієна Рейда 2018 року. У головних ролях Сірша Ронан, Пол Мескаль і Аарон П'єр.
Прем'єра фільму відбулася 30 вересня 2023 року на Нью-Йоркському кінофестивалі.

## Сюжет
Події фільму відбуваються в недалекому майбутньому коли людство виснажило запаси прісної води та придатних для життя земель, міста стали перенаселеними, а сільські місцевості покинутими.
У центрі сюжету відносини молодої пари, Ген та Джуніора, які мають проблеми в шлюбі. Одного вечора до них приходить незнайомець який повідомляє, що Джуніора було обрано для роботи на космічній станції. Оскільки він буде відсутній протягом тривалого часу, замість нього компанія обіцяє залишити його репліку — людиноподібного робота зі здатністю до свідомості.
Під час підготовки до відправлення пару просять поділитися всіма деталями взаємовідносин та подружнього життя, задля вдосконалення робота який має замінити Джуніора на Землі.

## Акторський склад
- Сірша Ронан — Ген
- Пол Мескаль — Молодший
- Аарон П'єр — Терранса
- Джейн Гарбер — репортер
- Лаура Гордон — клієнт OuterMore

## Виробництво
У червні 2021 року було оголошено, що Гарт Девіс буде режисером фільму, а також напише сценарій у співавторстві з автором роману Ієном Рідом. Початково Сірша Ронан, Пол Мескаль і Лейкіт Стенфілд були обрані на головні ролі але вже у жовтні стало відомо, що Аарон П'єр замінить Лейкіта Стенфілда та зіграє Стенфілда.
Австралія стала основним місцем знімального процесу, який проходив з січня до квітня 2022 року у Вінтоні, штат Вікторія.

## Прем'єра
Amazon Studios розпочала переговори щодо прав на розповсюдження стрічки у липні 2021 року. 15 серпня 2023 року, коли у мережі з'явилися перші кадри фільму, стало відомо, що Amazon Studios випустить його 6 жовтня 2023 року, перш ніж дистриб'ютор змінить бренд на Amazon MGM Studios.
Прем'єра фільму відбулася 30 вересня 2023 на Нью-Йоркському кінофестивалі 2023 року в рамках Spotlight Gala, а вже 5 січня 2024 року кінострічка стала доступною для перегляду на Prime Video.